# リコ・シュトライダー
リコ・シュトライダー（Rico Strieder、1992年7月6日 - ）は、ドイツ・ダッハウ出身のサッカー選手。PECズヴォレ所属。ポジションはMF。

## 経歴
FCバイエルン・ミュンヘンの下部組織出身。2015年5月2日、バイエル・レバークーゼンとのアウェイマッチでトップチームデビューを果たした。
2015年7月10日、FCユトレヒトに移籍した。
2020年1月20日、PECズヴォレに2019-20シーズン終了までレンタルされた。
2020年7月4日、PECズヴォレへの完全移籍が決まり、2年契約を交わした。